# Herman Gorter
Herman Gorter (Wormerveer, 26 november 1864 – Sint-Joost-ten-Node, 15 september 1927) was een Nederlandse dichter en radencommunist. Ook was hij medeoprichter van de Sociaal-Democratische Partij, de latere CPN. Hij is vooral bekend geworden door zijn gedicht van epische lengte Mei (1889). De openingsregel van dit gedicht, Een nieuwe lente en een nieuw geluid is een staande uitdrukking geworden.
Een nieuwe lente en een nieuw geluid

Ik wil dat dit lied klinkt als het gefluit

Dat ik vaak hoorde voor een zomernacht,

In een oud stadje, langs de watergracht

## Levensloop
Gorters familie van vaderszijde telde veel doopsgezinde predikanten. Zo ook zijn vader, Simon Gorter, die tevens letterkundige en hoofdredacteur van het Nieuws van den Dag was. Zijn vader overleed in 1871 aan tuberculose toen Gorter jr. nog maar zes jaar oud was. Zijn moeder, eveneens uit een doopsgezinde familie stammend, stond nu alleen voor de opvoeding van haar drie kinderen. Zijn zuster Nina werd later in Berlijn een bekend muziekpedagoge. Het gezin verhuisde van landelijk Zaandam naar Amsterdam. Het gezin moest zien rond te komen van haar inkomsten als pensionhoudster alsmede een geringe uitkering die zij als weduwe genoot. De opvoeding van Herman Gorter door zijn doopsgezinde en dominante moeder liet zijn sporen na in zijn sociaal engagement en zijn zelfstandig denken. Veel van zijn vakanties bracht Herman door bij zijn grootouders in het Friese plaatsje Balk. Zijn grootvader was aldaar predikant aan de doopsgezinde kerk. Het gedicht 'Mei' zou in Balk zijn geschreven en verwijst naar dit dorp.
Gorter studeerde klassieke talen aan de Gemeente Universiteit van Amsterdam. Hij onderging de invloed van de schrijver Multatuli, die zich in zijn boek Max Havelaar afzette tegen het koloniaal bestuur van Nederland. Hij promoveerde in 1889 met zijn thesis over het gebruik van metaforen in het werk van Aeschylus (een eerdere thesis over poëtische inspiratie was afgewezen).
Onder invloed van Willem Kloos schreef hij Mei, waarvan hij de voltooide gedeelten telkens voorlas aan componist/vriend Alphons Diepenbrock. De eerste zang van Mei verscheen in mei 1889 in een nummer van De Nieuwe Gids. In het voorjaar van datzelfde jaar verscheen het gedicht in boekvorm. Kloos was diep onder de indruk van dit debuut. In het gedicht bezingt Gorter de liefde voor Wies Cnoop Koopmans op wie hij in 1886 verliefd was geworden en met wie hij in 1890 zou trouwen, niettegenstaande zijn bedenkingen op het laatste ogenblik. Hij verkreeg een betrekking als leraar Klassieke Talen in Amersfoort. Het huwelijk bleef intact tot de dood van zijn vrouw in 1916. Daarnaast had hij een intense relatie met twee minnaressen: Ada Prins en Jenne Clinge Doorenbos, zijn muze voor wie hij vele liefdesgedichten schreef. Jenne, zelf een auteur, werd tevens zijn medewerkster en latere uitgeefster.
Gorter liet zich duidelijk inspireren door de Engelse romantische dichter John Keats. Hij gebruikte dezelfde metriek als het gedicht Endymion van Keats. Hij wijdde tevens een hoofdstuk aan Keats in De groote dichters, een literaire studie gebaseerd op historisch-materialistische beginselen.
In 1890 verscheen Verzen, een bundel met sensitivistische poëzie. Deze bundel volgde een radicale nieuwe koers onder invloed van de criticus en romanschrijver Lodewijk van Deyssel, die opriep tot een vorm van individualisme zonder compromis. Deze bundel was een poging om deze visie te realiseren. Deze gedichten ontlokten Willem Kloos de beroemde uitspraak: "Kunst moet zijn de aller-individueelste expressie van de aller-individueelste emotie". In deze gedichten laat Gorter de normale syntaxis van het Nederlands los en probeert hij met radicale neologismen en ontwrichte zinsstructuren de zintuiglijke waarneming van het aanschouwde zo precies mogelijk weer te geven. Het contrast met het solipsisme van Kloos, zijn voorgaande mentor, kon niet groter zijn.
Al gauw wendde Gorter zich af van de poëtische principes van de Beweging van Tachtig en ging hij meer geëngageerde gedichten schrijven met een sterke socialistische inslag.

### Van l'art pour l'art naar politiek engagement

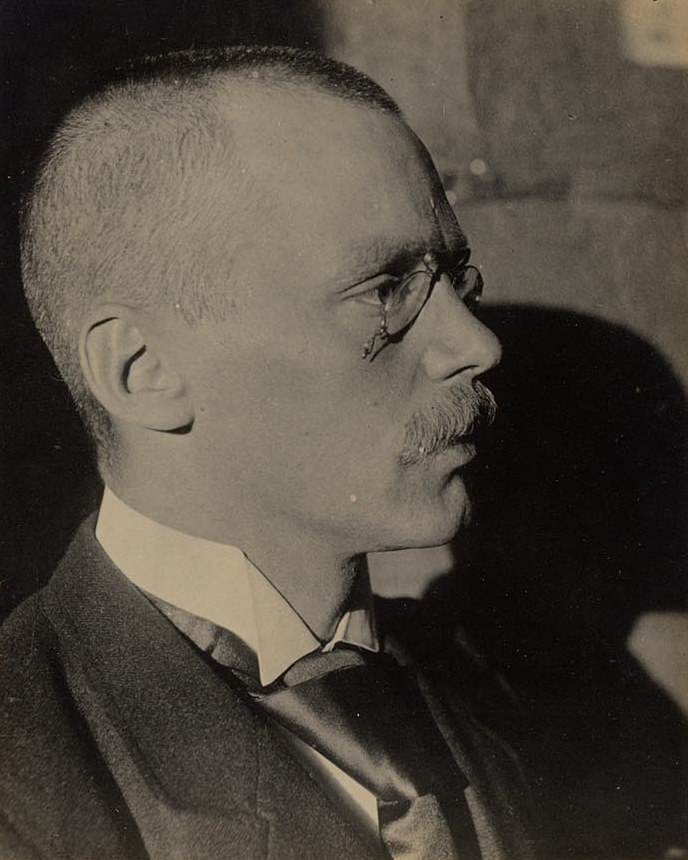
Gorter in 1892 (foto Willem Witsen)

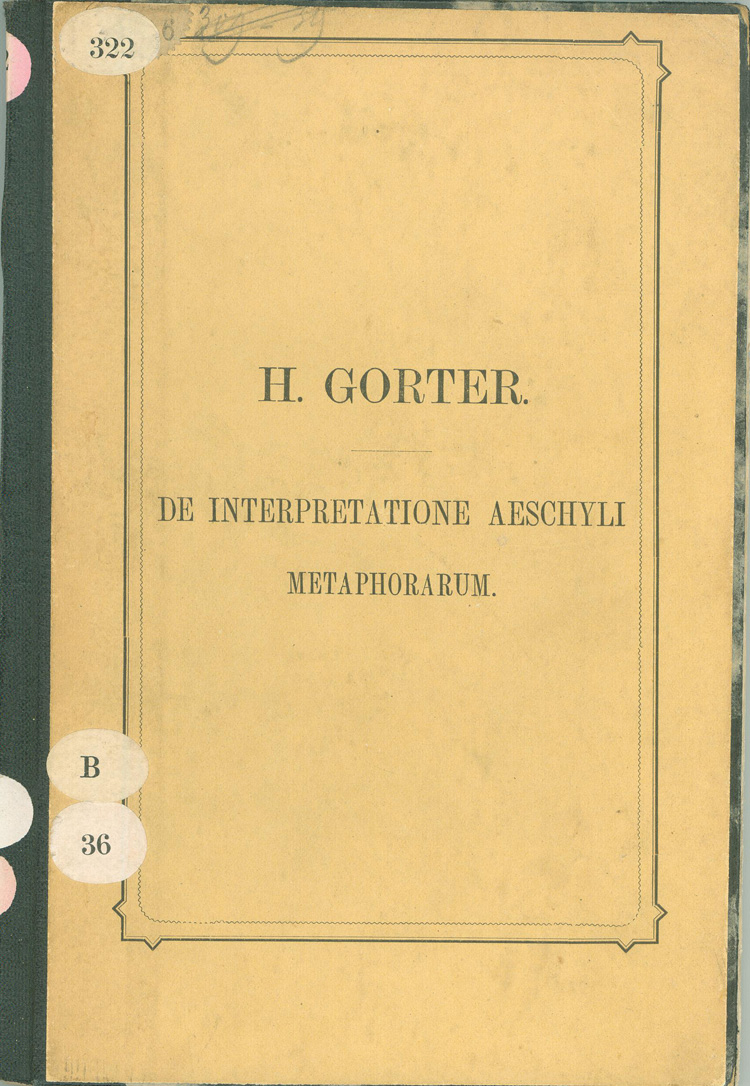
Gorters proefschrift De interpretatione Aeschyli metaphorarum, 1889.

Aan het eind van de negentiende eeuw ontstond de literaire beweging van de Tachtigers. Zoals P.C. Hooft met zijn Muiderkring in de zeventiende eeuw een vernieuwing in de Nederlandse literatuur forceerde en Piet Paaltjens de romantiek een Nederlands gezicht gaf, was de generatie van de Tachtigers verantwoordelijk voor een breuk met de tot dan toe heersende negentiende-eeuwse gezapige ‘predikantenpoëzie’. In 1881 werd in Amsterdam de literaire kring Flanor opgericht. Leden waren onder andere Willem Kloos, Albert Verwey, Lodewijk van Deyssel, Frederik van Eeden en Jacobus van Looy. Ook Herman Gorter maakte deel uit van de Tachtigers. In 1889 verscheen zijn klassiek geworden verhalende gedicht Mei, waarvan de beginregel, ‘Een nieuwe lente en een nieuw geluid’, tot de bekendste uit de Nederlandse poëzie behoort.
Zijn werk kan beschouwd worden als typisch voor wat de Tachtigers voor ogen hadden. Geïnspireerd door de Franse symbolisten schreef Gorter slechts omwille van de kunst. De l'art pour l'art-beweging pleitte voor kunst als een persoonlijke uitingsvorm, met slechts de esthetiek als leidraad, los van alle mogelijke niet-kunstzinnige doelen zoals godsdienst of stichtelijkheid. Bovendien moesten vorm en inhoud in elkaars verlengde staan en onlosmakelijk met elkaar verbonden zijn.
Zie je ik hou van je,

ik vin je zoo lief en zoo licht -

je oogen zijn zoo vol licht,

ik hou van je, ik hou van je.

En je neus en je mond en je haar

en je oogen en je hals waar

je kraagje zit en je oor

met je haar er voor.

Zie je ik wou graag zijn

jou, maar het kan niet zijn,

het licht is om je, je bent

nu toch wat je eenmaal bent.

O ja, ik hou van je,

ik hou zoo vrees'lijk van je,

ik wou het helemaal zeggen -

Maar ik kan het toch niet zeggen.
Zie ik hou van je, een vroeg gedicht van Gorter uit de bundel Verzen [1890], is daar een goed voorbeeld van: het ritme van de verschillende strofen, de stroom van de woorden, ze zijn een uiting van een gedachte die hier en nu wordt opgetekend. En kan een gedicht nog persoonlijker zijn dan wanneer de dichter toegeeft dat hij uiteindelijk niet bij machte is zijn gevoelens te verwoorden? In een later artikel naar aanleiding van de sensitivistische verzen van Gorter beschreef Willem Kloos, de theoreticus onder de Tachtigers, de doelstelling van de Tachtigers treffend als volgt: ‘Kunst is de allerindividueelste expressie van de allerindividueelste emotie’. Niet een boodschap van stichtende aard is het allerhoogste dat de dichter kan bereiken, maar schoonheid.
Aan het begin van de jaren negentig van de negentiende eeuw kwam Gorter tot de conclusie dat zijn experimenten uitliepen op taalverbrokkeling en onverstaanbaarheid. Dit luidde de grote ommekeer in zijn leven in: hij ging in 1892, mogelijk onder invloed van de auteur Albert Verwey, de werken van de zeventiende-eeuwse wijsgeer Benedictus de Spinoza opnieuw bestuderen en schreef spinozistische gedichten, met regels als "God is geheel en wij zijn zijne deelen". Hij publiceerde in 1895 een letterlijke vertaling van Spinoza's hoofdwerk de Ethica uit het Latijn in het Nederlands, de eerste Nederlandse vertaling sinds de Nagelate schriften van B.d.S. van 1677. Toch miste hij een verbinding met de sociale en politieke omwentelingen van zijn tijd.
In 1896 ging hij het werk van de Duitse filosoof en econoom Karl Marx bestuderen. Gorter werd een overtuigd aanhanger van het communisme. Deze nieuwe levenshouding klonk ook door in zijn werk. Zo verwijderde hij zich steeds verder van de oorspronkelijke idealen van de Tachtigers, waar hij eens het schoolvoorbeeld van was. Hij sloot zich in 1897 aan bij de Sociaal-Democratische Arbeiderspartij en zijn poëzie bezong nu de triomf van de revolutie en een optimistische, glorievolle toekomst. In 1909 scheidde hij zich af van SDAP en werd lid van de Sociaal-Democratische Partij die later de Communistische Partij Holland en vervolgens de Communistische Partij van Nederland zou worden. Zijn voornaamste werk in deze periode is "Pan" (1912), waarin hij een utopische visie geeft op een postrevolutionaire wereld. Sommigen wezen Gorter met de vinger dat hij de literatuur had verlaten voor het dialectisch materialisme.
In 1920 reisde hij clandestien naar Moskou voor het bijwonen van de Derde Internationale. Hierdoor werd hij kritisch op de leerstellingen van Lenin en hij schreef een open brief aan Lenin met zijn ideeën over de revolutie en zijn verzet tegen het centralisme van Moskou. Hij werd hiervoor bespot door Trotski. Het boek Het historisch materialisme: voor arbeiders verklaard van Gorter in 1908 waarin hij zijn bedenkingen uitte over het economisch determinisme werd vertaald in het Duits en het Japans. Van hieruit werd het vertaald in het Chinees door Li Da. Deze uitgave kan, rechtstreeks of onrechtstreeks, invloed gehad hebben op de jonge Mao Zedong en het ontstaan van marxisme in China.
In de nazomer van 1927, op de terugweg van zijn favoriete vakantieland Zwitserland, overleed Herman Gorter op 62-jarige leeftijd ten gevolge van een aanval van angina pectoris.
De poëzie van Gorter had een invloed op zijn tijdgenoot Jan Hendrik Leopold en op de dichters uit de jaren 1950 zoals Lucebert, die, in navolging van Gorter, hun eigen didactische revolutie van de literatuur wilden beginnen
Herman Gorter wordt gerekend tot de grootste dichters in de Nederlandse taal. Hij begon met het bezingen van de liefde en eindigde met het woord "liefde" in het laatste gedicht dat hij schreef vlak voor zijn dood.

## Standbeelden
In 1982 werd in Balk een beeldje van Gorter geplaatst, gemaakt door Suze Boschma-Berkhout en in 1990 een standbeeld aan de Zeeweg in Bergen aan Zee, gemaakt door Hans Bayens.

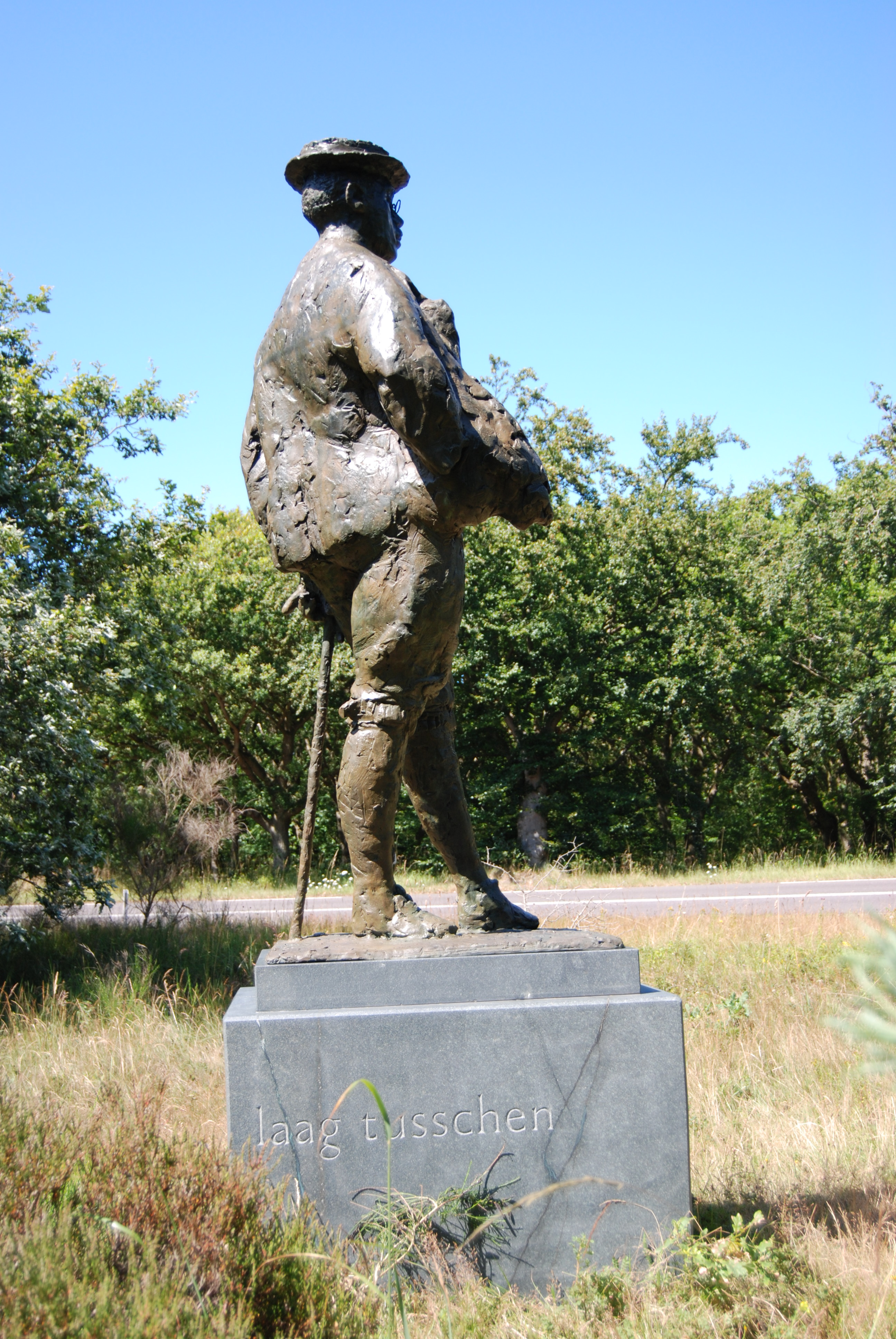
Herman Gorter door Hans Bayens, Bergen aan Zee.
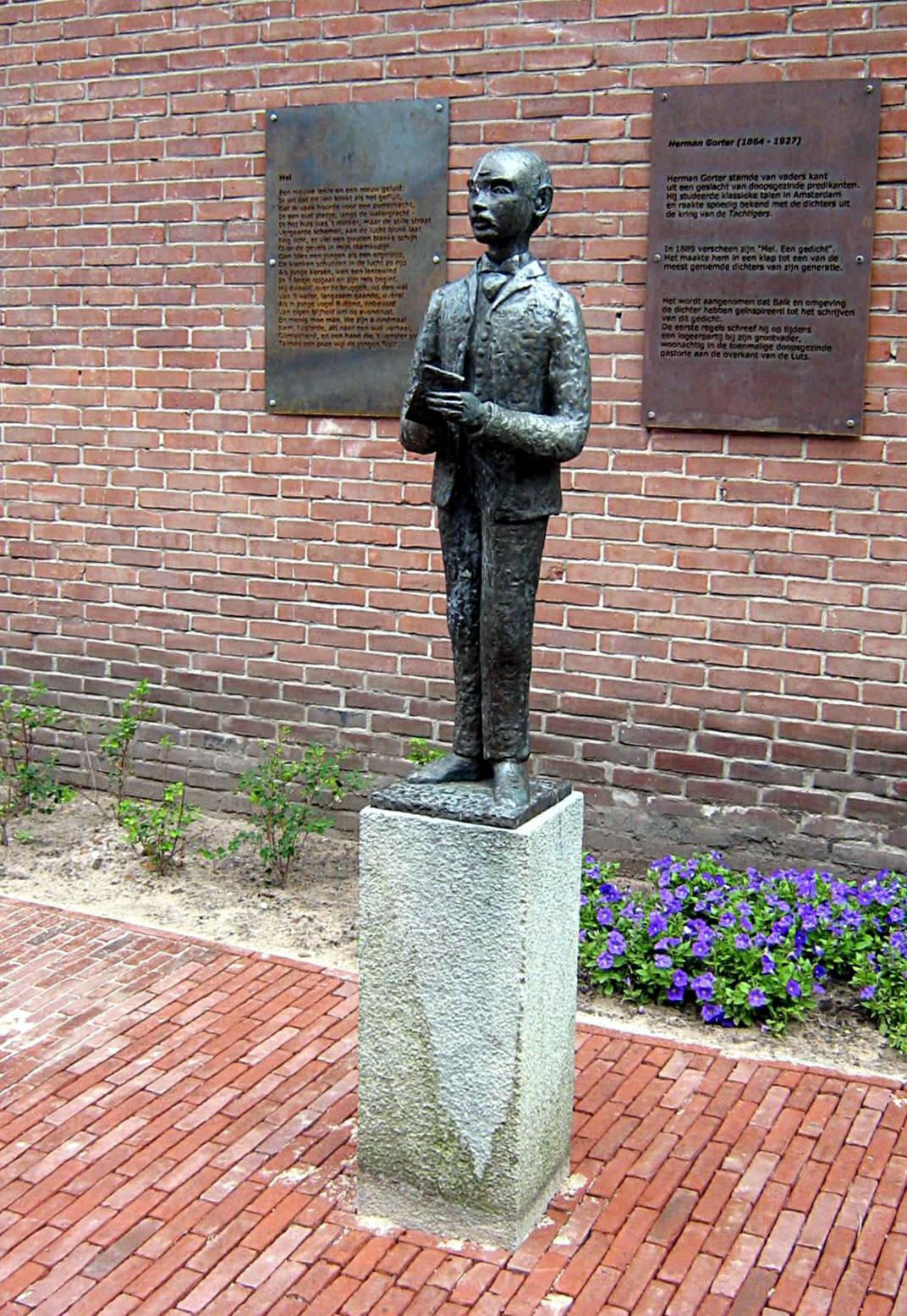
Herman Gorter door Suze Boschma-Berkhout, Balk

## Bibliografie

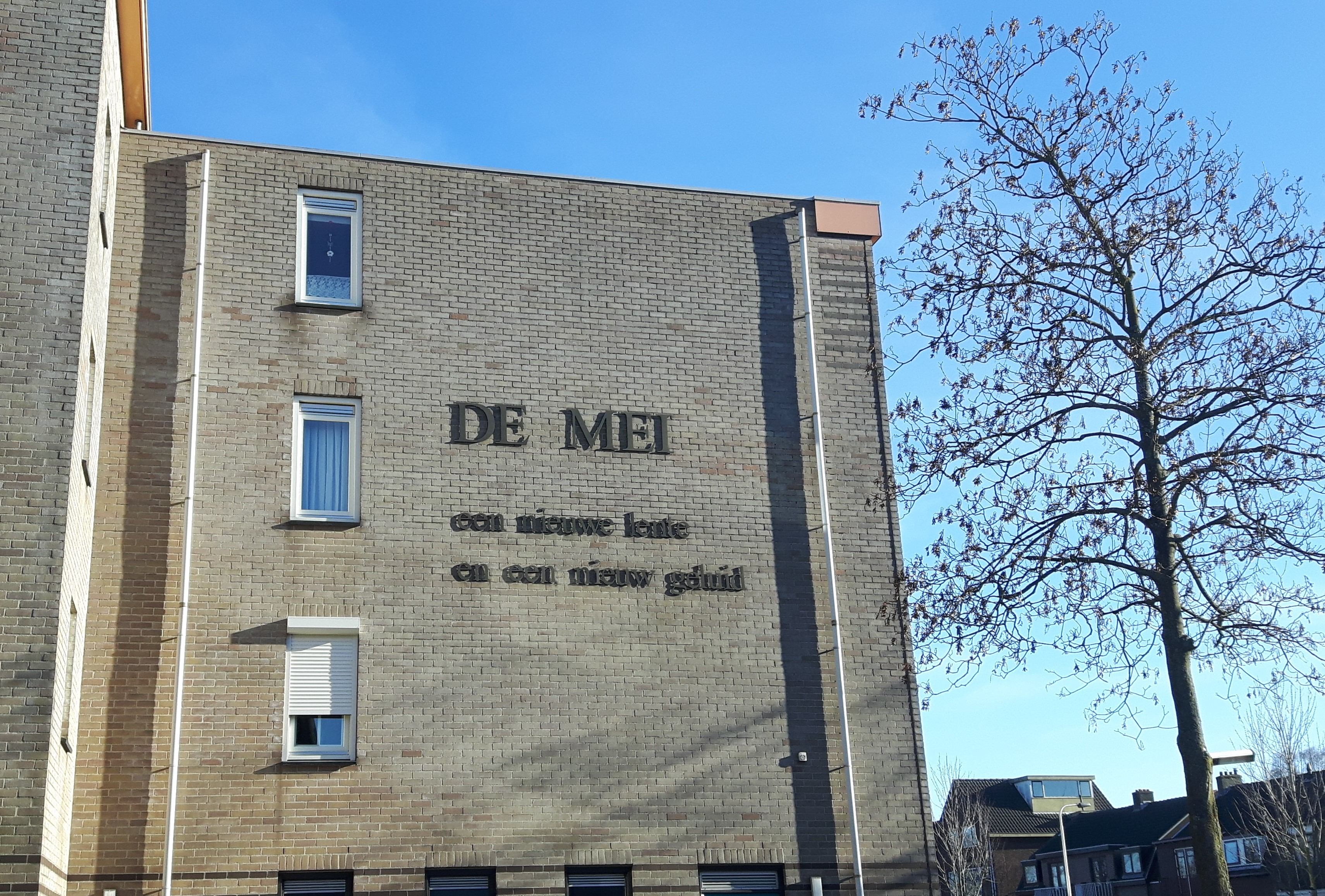
Mei als muurgedicht in Nijmegen.

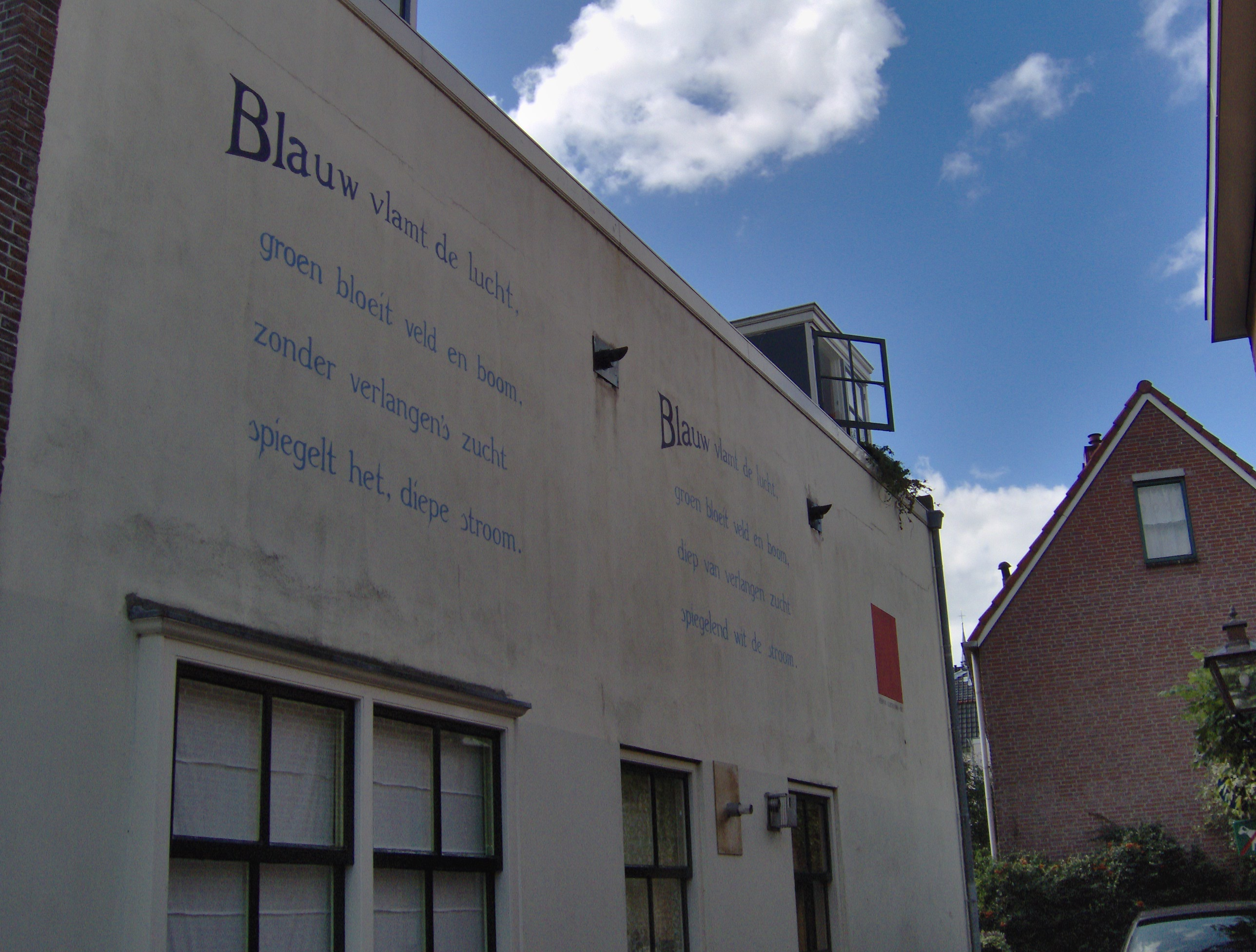
Blauw (vlamt de lucht) als muurgedicht in Leiden.